# Classe Deutschland (couraçados)
A Classe Deutschland foi uma classe de couraçados pré-dreadnought operada inicialmente pela Marinha Imperial Alemã, composta pelo SMS Deutschland, SMS Hannover, SMS Pommern, SMS Schlesien e SMS Schleswig-Holstein. Suas construções começaram entre 1903 e 1905, foram lançados ao mar entre 1904 e 1906 e comissionados entre 1906 e 1908. O projeto da classe foi muito baseado na predecessora Classe Braunschweig, incorporando uma blindagem mais espessa e uma reformulação nas baterias secundária e terciária. Entretanto, suas construções foram criticadas porque as tendências de construção naval da época já apontavam que seu projeto ficaria obsoleto em breve.
Os couraçados da Classe Deutschland eram armados com uma bateria principal composta por quatro canhões de 283 milímetros montados em duas torres de artilharia duplas. Tinham um comprimento de fora a fora de 127 metros, boca de 22 metros, calado de oito metros e um deslocamento carregado de mais de catorze mil toneladas. Seus sistemas de propulsão eram compostos por doze caldeiras a carvão que alimentavam três motores de tripla-expansão de três cilindros, que por sua vez giravam três hélices até uma velocidade máxima de dezoito nós (33 quilômetros por hora). Os navios também eram protegidos por um cinturão de blindagem com 100 a 240 milímetros de espessura.
As embarcações tiveram inícios de carreira tranquilos que consistiram principalmente em exercícios de rotina e cruzeiros internacionais. A Primeira Guerra Mundial começou em 1914 e eles foram usados em incursões no litoral britânico. Todos participaram da Batalha da Jutlândia em meados de 1916, com o Pommern sendo afundado depois de ser torpedeado. Os quatro sobreviventes foram depois disso usados como navios de defesa de costa até 1917, sendo então transformados em alojamentos flutuantes ou navios-escola. Apenas o Hannover continuou como um navio de defesa de costa. A Alemanha perdeu a guerra em 1918, mas pode manter os quatro navios na nova Marinha do Império.
O Deutschland foi desmontado no início da década de 1920, mas os outros três foram modernizados e serviram ativamente pelos anos seguintes, com suas principais atividades sendo os mesmos exercícios de rotina e viagens internacionais do período pré-guerra. O Hannover foi descomissionado em 1931 para ser transformado em um alvo de tiro, mas isto nunca ocorreu e foi desmontado entre 1944 e 1946. O Schlesien e Schleswig-Holstein continuaram com a Marinha de Guerra, tendo um serviço limitado na Segunda Guerra Mundial, envolvendo-se nas invasões da Polônia e Noruega e ocupação da Dinamarca. Foram ambos afundados no fim da guerra e desmontados depois do conflito.